# برنج با نارگیل
نارگیل پلو یا برنج و نارگیل یکی از غذاهای مناطق استوایی ست. این غذا حاوی برنج ، شیر نارگیل یا تکه های نارگیل است. هم نارگیل و هم برنج گیاهانی هستند که معمولاً در مناطق استوایی سراسر جهان یافت می‌شوند؛ لذا نارگیل و برنج در بسیاری از فرهنگ‌ها در سراسر جهان در راستای خط استوا از جنوب شرقی آسیا  تا جزایر کارائیب مصرف می‌شود.

## شرق آسیا

### مالزی
در مالزی «ناسی لمک» (Nasi Lemak) به‌عنوان غذای ملی شناخته می‌شود. این غذا شامل برنج پخته‌شده در شیر نارگیل است که با سس تند «سامبال»، ماهی خشک‌شده سرخ‌شده، بادام‌زمینی بو داده، تخم‌مرغ آب‌پز و خیار تازه سرو می‌شود. ناسی لمک معمولاً به‌عنوان صبحانه مصرف می‌شود، اما در طول روز نیز محبوب است.

### تایلند
در آشپزی تایلندی، برنج با نارگیل شیرین بسیار محبوب است و آن را به عنوان دسر یا میان‌وعده شیرین مصرف می‌کنند. آن را با برنج چسبنده، شیر نارگیل و شکر و نمک و آب و در رایج‌ترین شیوه با برش رسیده انبه و سبزیجات و کرم نارگیل می‌خورند. در فصولی که انبه یافت نمی‌شود، از دیگر میوه‌های شیرین استوایی نیز استفاده می‌کنند.

### برمه
در آشپزی برمه،همانطور که برنج پخته شده با شیر نارگیل یک غذای اصلی تشریفاتی است که اغلب به جای برنج سفید ساده خورده می‌شود. در ابتدایی ترین حالت، برنج با پایه شیر نارگیل، همراه با موسیر سرخ شده و نمک پخته می‌شود و به طعم و مزه خوش طعم و غنی برنج می افزاید. معمولاً با کاری سیبیان برمه ای ترکیب می‌شود.

## جنوب آسیا

### هند
در هند پلوی نارگیل (به تامیل: தேங்காய் சாதம்) در مناطق جنوبی کشور و میان مردمان تامیلی رواج دارد. در هند برنج نارگیل معمولاً از باسماتی با طعمی خفیف از نارگیل و شیرهٔ نارگیل تشکیل می‌شود و معمولاً ادویه کاری زیادی در طباخی رواج دارد. تکه‌های خشک یا رنده‌شدهٔ نارگیل نیز به غذا اضافه می‌شوند.

### سری‌لانکا
در سریلانکا، برنج و نارگیل را اغلب به عنوان "شیر برنج" یا کیریباث می شناسند. این غذا به طور گسترده ای در سراسر کشور، در مناسبت های خاصی که همراه با زمان ها یا لحظات فرخنده هستند، سرو می شود. نارگیل پلو همراه با لونو میریس (یک نوع پیاز تند)، فلفل قرمز تند، پیاز، گوجه فرنگی، لیموترش و نمک همراه با امبالاکادا (ماهی خشک شده و دودی که در مالدیو تهیه می شود و در سریلانکا و مالدیو، در آشپزی مورد استفاده قرار می گیرد) سرو می شود.

## آمریکای لاتین

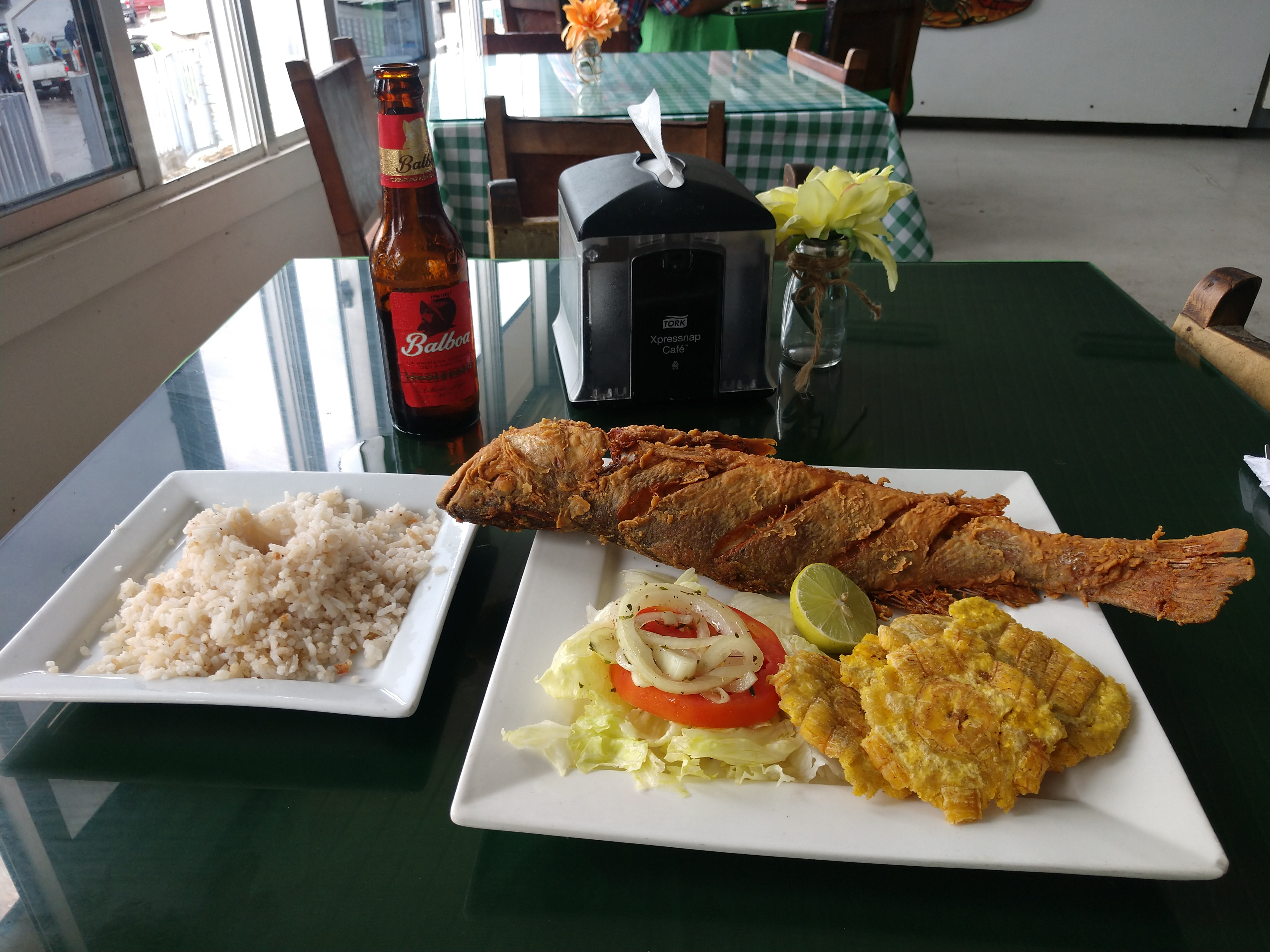
برنج نارگیل

### کلمبیا و پاناما
در سواحل کارائیب از کلمبیا و پاناما خوراکی با نام arroz con coco معمول است که در کنار ماهی خورده می‌شود. این پلو با استفاده از برنج سفید پخته شده و آن را در شیر نارگیل و همراه با قطعه‌هایی از گوشتهٔ نارگیل و آب و نمک و گاهی برای طعم بهتر کشمش و شکر می‌پزند.

### هندوراس
در سواحل کارائیبی هندوراس برنج به طور سنتی با روغن نارگیل، شیرهٔ نارگیل، شیر، سیر، پیاز قرمز، سیاه یا سفید و لوبیا و… پخته می‌شود که آن را لوبیا پلو می‌نامند. این خوراک به خصوص محبوب در میان هندوراسی‌های دارای اصل و نسب آفریقایی (Garifuna) است ولیکن در طول سالیان دیگر اقوام هندوراسی نیز آن را مصرف می‌کنند.

### پورتوریکو
در پورتوریکو نارگیل و برنج خوراکی است که معمولاً با ماهی و موز سبز شیرین مصرف می‌شود. برنج سرخ کرده با روغن نارگیل و نمک خرد شده و قطعه‌های نارگیل و شیر نارگیل اضافه شده به سیر، پیاز، گشنیز، کشمش و کام‌کوات. برنج را سپس در برگ موز می‌پیچانند تا فرایند پخت تکمیل گردد. یکی دیگر از طبخ‌های محبوب با نارگیل خوراک شیربرنج (نارگیل پودینگ برنج) به عنوان دسر با شیر نارگیل، شیر، نارگیل، کشمش، وانیل، رم، شکر، زنجبیل و ادویه است. این خوراک پورتوریکویی در کلمبیا کوبا و ونزوئلا نیز مصرف می‌شود و غذایی محبوب است.

### طرز تهیه پلو نارگیل
مرحله 1
به‌جای اینکه پلو کته ایی با آب درست کنید با آب نارگیل درست کنید البته برای این مقدار برنج حدودا یک و نیم لیوان نیاز است و بعد نارگیل ساطوری یا رنده شده هم‌اضافه کنید و مثل کته دم کنید.
مرحله 2
گوشت چرخ کرده با پیاز ساطوری و فلفل و زردچوبه و نمک و زنجفیل تفت بدهید و یک نصفه لیوان آب بریزید با شعله کم بگذارید مغز پخت شود
مرحله 3
کشمش را بشویید و در روغن تفت دهید
مرحله 4
نارگیل ها زیر دندون انقدر حس و حالش عالیه و کلا پلو لذیذی ست با سالاد فصل بیشتر هم خونی دارد